# Elaeagnus courtoisii
Elaeagnus courtoisii är en havtornsväxtart som beskrevs av Belval. Elaeagnus courtoisii ingår i släktet silverbuskar, och familjen havtornsväxter. Inga underarter finns listade i Catalogue of Life.